# Charles Louis de Froulay
Charles Louis de Froulay de Tessé (né le 17 septembre 1687 au château de Montflaux, Saint-Denis-de-Gastines, mort le 30 janvier 1767), religieux français, évêque du Mans de 1724 à 1767.

## Biographie
Quoique issu d'une famille illustre (la famille de Froulay), et proche parent du maréchal de Tessé, il est tonsuré en 1700.
Il devient prêtre, en 1708.
Il est reçu chanoine-comte de Lyon, en 1715.
Il est conseiller et aumônier du roi en juillet 1715, vicaire général de l'évêque de Toulouse, René de Beauveau et pourvu de l'abbaye de Saint-Maur-sur-Loire, le 8 janvier 1721. Nommé évêque du Mans le 17 octobre 1723, confirmé le 12 janvier 1724, il est sacré le 25 février 1724 dans la chapelle du Noviciat des Jésuites à Paris par Armand Gaston Maximilien de Rohan. Au mois de février 1725, il fut fait premier aumônier de la Reine ; le roi lui donna en 1728 l'abbaye de la Couture.
Il signala par son administration dans ce vaste diocèse. Les querelles du jansénisme agitaient son clergé. Le chapitre avait rejeté la bulle. Froulay sut déterminer ses prêtres à accepter cette fameuse bulle, non comme règle de foi, mais comme une simple ordonnance de discipline, pour éviter le schisme en conservant l'unité.
Le Maine doit à Froulay plusieurs établissements importants, il organisa un collège-séminaire dans la petite ville de Domfront, fonda une maison de retraite pour les prêtres indigents et infirmes, et employa une somme considérable à la construction d'un Hôtel-Dieu. Deux cimetières, placés dans les quartiers du Mans, y entretenaient depuis plusieurs siècles des foyers de maladies pestilentielles : il s'empressa de les supprimer. 
Lorsqu'en 1758 et 1759, le Maine éprouva, comme l'Anjou et la Touraine, une grande disette, occasionnée par l'exportation des grains de 1756 et par la mauvaise récolte des années suivantes, Froulay ordonna une quêté générale qui produisit 74 000 francs, et obtint du roi un prêt de 50 000 francs. Avec ces deux sommes on acheta 25 000 quintaux de froment et seigle, qui furent transportés par eau de Nantes jusqu'au Mans. Un bureau de charité, organisé sous ses auspices, ouvrit des ateliers de travail, établit des soupes économiques et put fournir aux besoins de dix mille pauvres que renfermait la ville.
Une description du cérémonial de ses obsèques est donnée dans le journal du chanoine Nepveu de la Manouillère.

## Publications
1. un mandement volumineux contre le Traité des Ordinations anglaises du père Courayer, 1727, in-4° ;
2. Ordonnances synodales du diocèse du Mans,... Paris : J. B. Coignard, 1747, in-12 ;
3. Breviarium Cenomanense... D. D. Caroli Ludovici de Froullay... auctoritate editum...  Paris : J. B. Coignard, 1748, 4 vol. in-12.

L'abbé le Conte, chanoine de l'église du Mans prononça son oraison funèbre, 1767, 28 pages in-8°.

### Sources partielles
- « Charles Louis de Froulay », dans Louis-Gabriel Michaud, Biographie universelle ancienne et moderne : histoire par ordre alphabétique de la vie publique et privée de tous les hommes avec la collaboration de plus de 300 savants et littérateurs français ou étrangers, 2e édition, 1843-1865 [détail de l’édition]
- « Charles Louis de Froulay », André René Le Paige, Dictionnaire topographique historique généalogique et bibliographique de la province du Maine, 1777 [détail des éditions] (lire sur Wikisource)